# Mevkuž
Mevkuž este o localitate din comuna Gorje, Slovenia, cu o populație de 86 de locuitori.